# Hemonia peristerodes
Hemonia peristerodes är en fjärilsart som beskrevs av Turner 1940. Hemonia peristerodes ingår i släktet Hemonia och familjen björnspinnare. Inga underarter finns listade i Catalogue of Life.